# Clintamra
Clintamra är ett släkte av svampar. Clintamra ingår i familjen Clintamraceae, ordningen Ustilaginales, klassen Ustilaginomycetes, divisionen basidiesvampar och riket svampar.
| Clintamra | \| \| Clintamra nolinae \| \| \| \| |
|           | \| \| Clintamra nolinae \| \| \| \| |
|           | Clintamra nolinae                   |
|           |                                     |

|  | Clintamra nolinae |
|  |                   |